# Chlorochroa
Chlorochroa is een geslacht van schildwantsen.  De typesoort is Chlorochroa ligata (Say, 1832) (oorspronkelijke naam: Pentatoma ligata Say, 1832), die voorkomt in Noord-Amerika (Canada, de Verenigde Staten en Mexico).
Het is een geslacht van relatief grote schildwantsen. De meeste soorten komen voor in Noord-Amerika en sommige zijn schadelijk voor de landbouw. Chlorochroa ligata bijvoorbeeld, plaatselijk bekend onder de naam "Conchuela", voedt zich onder meer met katoen en alfalfa.

## Soorten
Het genus kent de volgende soorten:
- Chlorochroa albosparsa (Kuschakewitch, 1870)
- Chlorochroa bajana Thomas, 1983
- Chlorochroa belfragii Stål, 1872
- Chlorochroa congrua Uhler, 1876
- Chlorochroa dismalia Thomas, 1983
- Chlorochroa faceta (Say, 1825)
- Chlorochroa granulosa (Uhler, 1872)
- Chlorochroa juniperina (Linnaeus, 1758)
- Chlorochroa kanei Buxton & Thomas, 1983
- Chlorochroa ligata (Say, 1831)
- Chlorochroa lineata Thomas, 1983
- Chlorochroa norlandi Buxton & Thomas, 1983
- Chlorochroa norlandorum Buxton & Thomas, 1983
- Chlorochroa opuntiae Esselbaugh, 1947
- Chlorochroa osborni (Van Duzee, 1904)
- Chlorochroa persimilis (Horváth, 1908)
- Chlorochroa pinicola (Mulsant & Rey, 1852)
- Chlorochroa reuteriana (Kirkaldy, 1909)
- Chlorochroa rita (Van Duzee, 1904)
- Chlorochroa rossiana Buxton & Thomas, 1983
- Chlorochroa saucia (Say, 1832)
- Chlorochroa sayi Stål, 1872
- Chlorochroa senilis (Say, 1832)
- Chlorochroa uhleri (Stål, 1872)
- Chlorochroa viridicata (Walker, 1867)